# 尊秀王
尊秀王（たかひでおう / そんしゅうおう、生没年不祥）は、南朝の再建を図った後南朝の指導者。嘉吉3年（1443年）9月23日夜に起こった禁闕の変の後南朝側の総大将。源尊秀、鳥羽尊秀とも。

## 生涯
尊秀王については、伏見宮貞成親王の日記『看聞日記』嘉吉3年9月24日の条では「南方謀反大将號源尊秀」とあり、また同日記所引の追討綸旨でも「號源尊秀」とあることから源尊秀と号していたことが裏付けられる。また『東寺執行日記』嘉吉3年9月23日の条では「南方高秀沙汰之、三種神祇悉出御成」とあり、「尊秀」は「たかひで」と読むことがわかる。
出身や生涯のほとんどについては不詳である。ただし、中原康富の日記『康富記』嘉吉3年9月26日の条では「後鳥羽院皇胤云々、鳥羽尊秀ト號云々」とされており、後鳥羽院の皇胤を自称し、鳥羽尊秀と号していたことがうかがえる。これに関し、赤坂恒明は尊秀が王（ショウ王）の子孫ならば、王の母の宝姫女王、もしくは王の父の大豊王の母の伊子女王を但馬の雅成親王の一族と仮定すれば女系を通じて後鳥羽院の子孫と考えられ、尊秀の名字の鳥羽は惟明親王の称号の鳥羽三宮に由来すると考えられるとしている。また、森茂暁は皇籍復帰（あわよくば皇位獲得）が目的だったのではないかと推測している。
世上、尊秀王を長禄の変で討たれた自天王に当てる見方があるものの、根拠はない。『大日本史』の編纂にも従事した菅政友は『南山皇胤譜』で「尊秀王ヲ自天王ニ当テシハ誤ナリ、尊秀王ハ嘉吉三年叡山ニテ討レ給ヘリ」としており、これが常識的な見方となっている。ただし、宮内省臨時帝室編修局御用掛となって『明治天皇紀』編纂にも当たった本多辰次郎は『勤王論之発達』で「当時行方不明と成った神璽は恐くは、この鳥羽尊秀が奉持して、逃亡したのであらう、是が後の康正・長禄の事件の起原となるのである」としており、尊秀王が禁闕の変の後、行方不明となったこともあって尊秀王＝自天王という憶測が生まれる余地を残すかたちとはなっている。
なお、尊秀王が禁闕の変の後、行方不明となったというのは『康富記』嘉吉3年9月26日条として「鳥羽ハ暗跡落失不知行方云々」とあることに基づく。一方、菅政友が書くように尊秀王は比叡山で討たれたという説もあって、『東寺長者補任』では「大将南方高秀也、頸取之」、『看聞日記』嘉吉3年9月26日の条でも「南方人主と称する人、僧体之宮々、日野一品禅門以下凶徒討取」とあり、それぞれ禁闕の変で討死したとしている。